# Anton Ukmar (1805–1897)
Anton Ukmar, slovenski rimskokatoliški duhovnik, * 3. maj 1805, Vrhpolje pri Vipavi, † 10. januar 1897, Kanal. 

## Življenje in delo
Bogoslovje je obiskoval v Gorici. Posvečen je bil leta 1933. Najprej je služboval kot kooperator v Kanalu ob Soči (1833-1837), potem pa je bil v letih 1837−1894 vikar romarske cerkve Marijino Celje na Ligu. V času svojega dolgoletnega službovanja na Ligu je skrbel za romarsko cerkev (popravilo inventarja, namestitev novih zvonov, umetnostna  oprema cerkve), pri ljudeh pa je bil zaradi svojega šaljivega značaja zelo priljubljen. Na Ligu je doživel veliko nemirnih dni, zlasti v času vojn, katere je avstrijska monarhija v letih 1859 in 1866 vodila na italijanskem ozemlju. 9. septembra 1883 je na Ligu slovesno obhajal petdesetletnico mašniškega posvečenja, od 1884 pa je v kanalu živel kot upokojenec.